# Miklós Erdély
Miklós Erdély (* 4. Juli 1928 in Budapest; † 22. Mai 1986 ebenda) war ein ungarischer Architekt, der als Schriftsteller, Poet und Filmemacher während der 1960er, 70er und frühen 80er Jahre bekannt wurde, wo er als „Vater der neuen ungarischen Avantgarde“ gefeiert wurde und als Multitalent galt.

## Leben
Sein Vater, István Erdély, war Architekt und Maler, seine Mutter, Aranka Óriás, ein seinerzeit bekanntes Medium. Er hatte einen älteren Bruder und – aus einer früheren Ehe seiner Mutter – drei Stiefbrüder. Nach dem Schulabschluss 1946 studierte Erdély an der Budapester Kunstakademie Bildhauerei, Musik und Architektur. Er besuchte u. a. Vorlesungen bei Zsigmond Kisfaludi Stróbl und erhielt Privatunterricht bei Dezső Bokros Birman.
Nach Abschluss des Studiums 1951 war Erdely zunächst in Architekturbüros tätig. Zusammen mit seinem Vater entwickelte er in den 1950er Jahren eine neue Maurertechnik, die patentiert wurde. 1951 heiratete er die Textilkünstlerin Zsuzsa Szenes; 1952 wurde ihr erster Sohn, György, und 1956 Daniel (der spätere Grafiker und Spidron-Erfinder Dániel Erdély geboren.
Erdély engagierte sich für die Opfer der Ungarischen Revolution von 1956 und deren Familien.
1963 reiste er durch Europa und lebte sechs Monate in Paris. Seine 1965 erschienene Novelle Anarchistes à Paris basiert auf diesen Erlebnissen und Erfahrungen.
1966 entwickelte er eine Mosaik-Fototechnik. Weiterhin veröffentlichte er diverse Essays zum Thema Kunst und Kunst-Theorien. Viele seiner Werke durften indes in Ungarn nicht veröffentlicht werden.
Von 1975 bis zu seinem Tod leitete er experimentelle Lehrstudios und Workshops für kreative und fantasiebildende Übungen oder interdisziplinäres Denken, „die auf avantgardistische künstlerische Prozesse, neue Theorien der Kreativität“ Bezug nahmen und „pädagogische Methoden [umfassten], die von östlich philosophischen Traditionen beeinflusst waren.“
Aus seinem dritten Kurs, den er ab 1978 leitete, entstand die Indigo Gruppe (INDIGO = Inter-Disciplinary-Thinking in Hungarian).
Erdély, der sich bereits seit 1968 auch mit dem Medium Film befasst hatte, schuf 1985 mit seinem Experimentalfilm Tavaszi kivégzés (Hinrichtung im Frühling) sein letztes großes Werk.

## Ausstellungen und Ausstellungsbeteiligungen (Auswahl)
- 1971: Biennale de Paris, Paris.
- 1971: Kunstzone. Erste Freie Produzentenmesse, München.
- 1973–1974: Aspekten van Hedendaagse Hongaarse Kunst, Utrecht, Leeuwarden, Arnhem, Hoogeveen.
- 1974: Festival Húngaro 1974, CAYC (Centro de Arte y Comunicación), Buenos Aires.
- 1974: 4. Triennale Rysunku, Muzeum Architektury, Breslau.
- 1976: Najnowsza Sztuka Wegierska, Galeria Sztuki Najnowszej, Breslau.
- 1977: Osteuropese Konceptuele Fotografie, Technische Hochschule Eindhoven.
- 1978: Oosteuropese Konkrete en Visuele Poëzie, Van Gogh Museum, Amsterdam.
- 1978: I am. Performance. International Artists' Meeting, Galeria Remont, Warschau.
- 1979: European Dialogue, Biennale of Sydney 3, Art Gallery of New South Wales, Sydney.
- 1979: Works and Words, De Appel, Amsterdam.[3]
- 1980: Textiles Without Textiles (individual artist contributions). Artpool, Gyorgy Galantai, Budapest.
- 1999: Global Conceptualism: Points of Origin, 1950s–1980s, Queens Museum of Art, New York.
- 2001: The Art of Eastern Europe, Moderne Galerie, Laibach.